# التلميذ المتخلف في ثانوية السحر الفلم: الفتاة التي تنادي النجوم
التلميذ المتخلف في ثانوية السحر الفيلم: الفتاة التي تنادي النجوم (باليابانية: 劇場版 魔法科高校の劣等生 星を呼ぶ少女، بالروماجي: Gekijōban Mahouka Koukou no Rettousei: Hoshi o Yobu Shōjo) هو فيلم أنمي مقتبس من سلسلة الرواية الخفيفة التلميذ المتخلف في ثانوية السحر، من تأليف تسوتومو ساتو. الفيلم من إنتاج استوديو 8-بت، ومن إخراج ريساكو يوشيدا، عرض الفيلم في اليابان في 17يونيو عام 2017.

## القصة
تدور أحداث القصة في مارس عام 2096، حيث أنهى كل من تاتسويا وميوكي عامهما الأول في المدرسة الثانوية السحر وهما في إجازة الربيع. يذهب الاثنان مع أصدقائهما إلى قصر تملكها عائلة شيزوكو كيتاياما في أرخبيل جزيرة أوغاساوارا.

## الأداء الصوتي
| الشخصية            | الأداء الصوتي   |
| ------------------ | --------------- |
| تاتسويا شيبا       | يويتشي ناكامورا |
| ميوكي شيبا         | ساوري هايامي    |
| إيريكا تشيبا       | يومي أوتشياما   |
| ليونهارد سايجو     | تاكوما تيراشيما |
| ميزوكي شيباتا      | ساتومي ساتو     |
| ميكيهيكو يوشيبا    | أتسوشي تامارو   |
| هونوكا ميتسوي      | سورا أماميا     |
| شيزوكو كيتاياما    | يويكو تاتسومي   |
| مايومي سايغوسا     | كانا هانازاوا   |
| ماري واتانابي      | مارينا إينوي    |
| كاتسوتو جومونجي    | جونيتشي سوابي   |
| أنجلينا كودو شيلدز | يوكو هيكاسا     |
| كوكوا واتاتسومي    | كونومي كوهارا   |
| بنيامين كانوبز     | جين يامانوي     |
| رالف ألغول         | ساتوشي هينو     |
| رالف هاردي ميرفاك  | ماساكي أيزاوا   |

## وصلات خارجية
- الموقع الرسمي (باليابانية)
- مقالات تستعمل روابط فنية بلا صلة مع ويكي بيانات